# 覺 (日本妖怪)

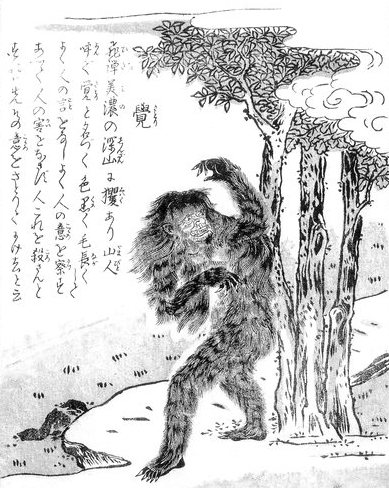
「覚」

覺是日本飛驒、美濃（岐阜縣）當地的一種風土妖怪。最早出現於鳥山石燕《今昔畫圖續百鬼》中。

## 特徵
覺長得就像是一介猿人，全身黑毛覆蓋、直立行走，但沒有尾巴。
覺是一種會讀心術的妖怪，他會把路過人的心聲講出來使人畏懼，但祂不會主動攻擊人類，只是比較煩人而已。
覺的雛型可能是中國一種叫做「玃」的妖怪，但玃不會讀心術。

## 相關作品

### 特攝
- 侍戰隊真劍者 第六幕 悪口王

### 遊戲
- 東方地靈殿(古明地覺＆古明地戀)

### 漫畫
- 靈異教師神眉：翻譯為醒悟妖
- 主將!地院家若美
- 夜櫻四重奏
- 排球少年！！：天童覺
- 最強陰陽師的異世界轉生記：男主的式神，會讀心會吃人
- 失貞的新娘漫畫和輕小說：皇國陰陽寮的駐職妖怪，能夠過讀心協助測謊

### 電視劇
- SPEC